# Гаито Газданов
Гаито Газданов (рус. Гайто́ (Гео́ргий) Ива́нович Газда́нов; осет. Гæздæнты Бæппийы фырт Гайто; 6. децембар 1903 – 5. децембар 1971) био је руски писац емигрант, живео у Паризу. Био је Осетинског порекла; отац му је био из Осетије, севернокавкаске земље у саставу Руске империје. Прве Газдановљеве приче објављене су у Француској 1926. године на руском језику. Његови романи Вече са Клер (1929) и Сабласт Александра Волфа (1948) постали су његова најпознатија дела, помињу их писци Максим Горки, Иван Буњин и Владислав Ходасевич. Газданов је био члан француског покрета отпора у окупираној Француској. Године 1953. придружио се Радију Слободна Европа/Радио Слобода као уредник. Иако је савршено научио француски док је живео у Француској, Газданов је наставио да пише приче на руском. 

## Биографија
Гаито Газданов је рођен 1903. године у Санкт Петербургу, али је одрастао у Сибиру и Украјини, где је његов отац радио као шумар. Учествовао је у Руском грађанском рату на страни Врангелове Беле гарде. Године 1920. напустио је Русију и настанио се у Паризу, где је био запослен у фабрикама Реноа. Његове ране приповетке и романи бавили су се овим руским искуством. Али средином 1930-их, године у Паризу окренуле су Газдановљеве теме ка животу, руском или француском, у Француској. Касније је зарађивао за живот као таксиста. Газданов се може сматрати белим емигрантом. Умро је у Минхену 1971. године.
Газдановљев први роман — Вече са Клер (1929) — добио је признања од Максима Горког и Владислава Ходасевича. У "Црним лабудовима", краткој причи из 1930. године, главни јунак врши самоубиство јер нема шансе да се пресели у Аустралију, коју замишља као идеализовани рај грациозних црних лабудова. На основу његових првих кратких прича, Газданова су критичари описали као једног од најдаровитијих писаца који је започео своју каријеру у емиграцији.
Газдановљево зрело дело настало је после Другог светског рата. Покушао је да пише у новом жанру, метафизичким трилерима. Његово мајсторство у криминалним заплетима и разумевање психолошких детаља евидентни су у његова два најпопуларнија романа, Сабласт Александра Вулфа и Повратак Буде, чији су се енглески преводи појавили 1950. и 1951. године. Писац се „одликује у стварању ликова и заплета у којима цинизам и очај остају у несигурној, али убедљивој равнотежи са храбрим прихватањем живота, па чак и извесном joie de vivre”. 
Године 1953. Газданов се придружио Радију Слобода, где је водио емисију о руској књижевности (под именом Георги Черкасов) до своје смрти од рака плућа 1971. године.
Газдановљеви радови никада нису објављени у Совјетском Савезу. После неколико деценија заборава, почевши од 1990-их, више од педесет издања његових дела, укључујући тротомну збирку (1998), праћену петотомном збирком (2009, уредник Т.Н. Красавченко), коначно је објављено у постсовјетској Русији. Осетинска уметничка заједница, предвођена Валеријем Гергијевим, поставила је нови надгробни споменик на његов гроб на гробљу Sainte-Geneviève-des-Bois у Паризу. Годишња читања Газданова се одржавају како би се расправљало о његовом књижевном наслеђу.

## Изабрана дела

### Новеле
- An Evening with Claire, 1929, (Вече са Клер)
- The Flight, 1939, (Лет; прво комплетно издање 1992.)
- Night Roads, 1939–40, (Ноћни путеви)
- The Spectre of Alexander Wolf, 1947–48, (Сабласт Александра Волфа)
- The Buddha's Return, 1949–50, (Повратак Буде)

### Кратке приче
- The Beggar, (Просјак)
- Black Swans, (Црни лабудови) (1930)
- Deliverance, (Избављење) (1936)
- The Mistake, (Грешка) (1938)
- Ivanov's Letters, (Писма Иванова) (1963)